# Charles-Louis d'Autriche (1833-1896)
Pour les articles homonymes, voir Charles de Habsbourg-Lorraine (homonymie) et Charles-Louis d’Autriche.
Titre
Prince impérial d'Autriche-Hongrie
30 janvier 1889 – 19 mai 1896
(7 ans, 3 mois et 19 jours)
Charles-Louis de Habsbourg-Lorraine, né le 30 juillet 1833 au château de Schönbrunn où il est mort le 19 mai 1896, est un archiduc d'Autriche, membre de la maison de Habsbourg-Lorraine.
Fils de l'archiduc François-Charles et de Sophie de Bavière, il est le frère des empereurs François-Joseph Ier d'Autriche et Maximilien Ier du Mexique. Il est l'héritier présomptif du trône d'Autriche-Hongrie après le décès de l'archiduc Rodolphe en 1889. À sa mort, c'est son fils aîné, l'archiduc François-Ferdinand, qui devient le nouvel héritier présomptif. Ce dernier est assassiné en 1914 à Sarajevo, ce qui déclenche la Première Guerre mondiale.

## Biographie

### Famille et jeunesse

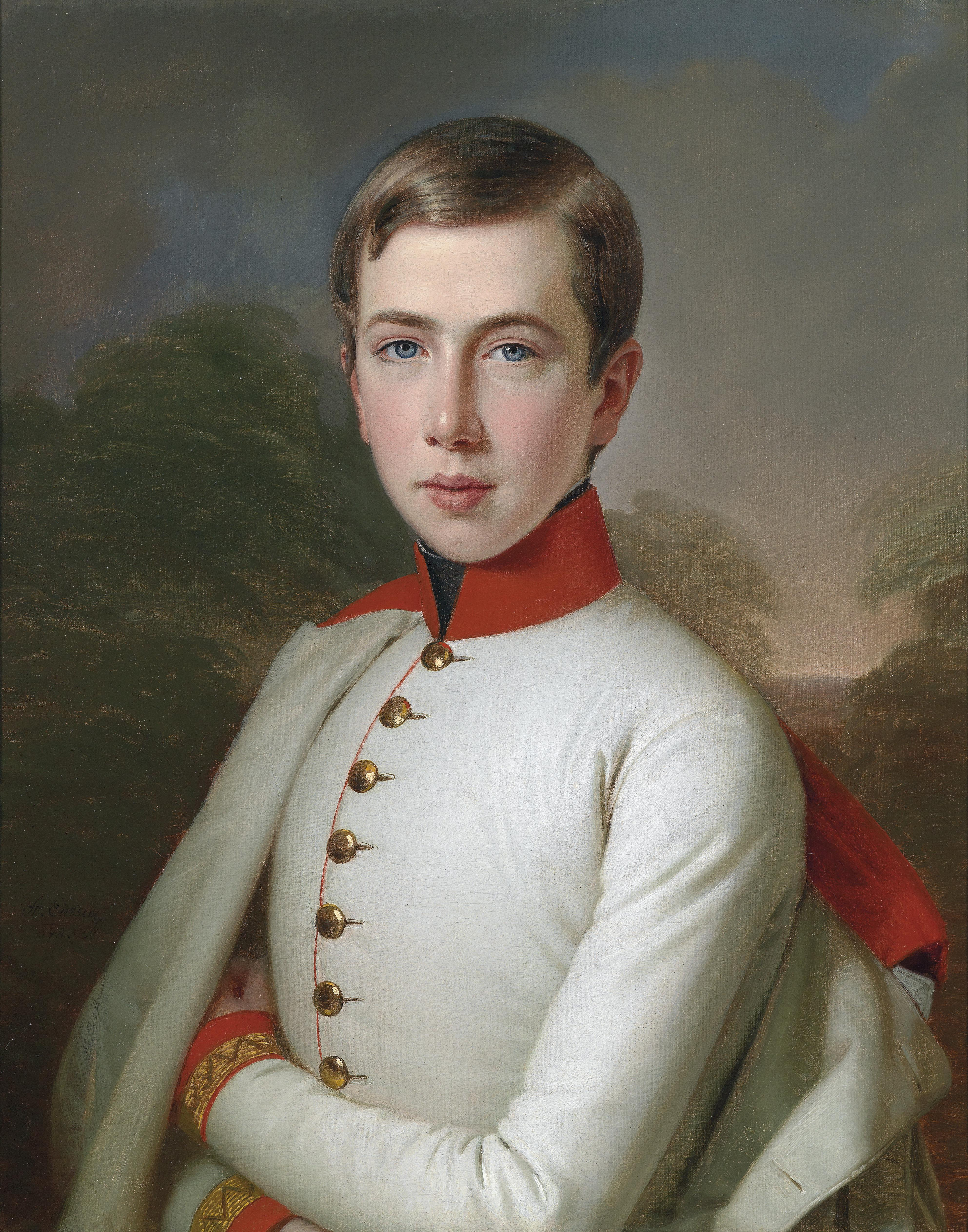
L'archiduc Charles-Louis en 1848.

Petit-fils de l'empereur François Ier d'Autriche, il est le troisième fils de l'archiduc François-Charles et de Sophie de Bavière, et le frère cadet de l'empereur. À sa naissance, il est cinquième dans l'ordre de succession.
Cadet de la Maison impériale, il est destiné à devenir officier. Sa mère, l'impérieuse archiduchesse Sophie, reconnaît qu'il est un bon garçon mais n'est guère brillant. Il reviendra pourtant à ce prince sans réelles qualités de pourvoir à la succession dynastique puisqu'il sera le seul de sa fratrie à engendrer des fils qui lui survivront. Il est notamment le grand-père de l'empereur Charles Ier, dernier souverain de la maison de Habsbourg-Lorraine.
À l'âge de 15 ans, avec sa famille, il est obligé de fuir Vienne durant la révolution de 1848, alors que son oncle l'empereur Ferdinand Ier est forcé d'abdiquer, son père l'archiduc François-Charles obligé de renoncer à ses droits au trône et son frère aîné François-Joseph à devenir empereur à l'âge de dix-huit ans. Charles-Louis en a quinze. Ses deux autres frères, Maximilien et Louis-Victor, ont respectivement seize et six ans. 

### Héritier du trône
C'est à cette époque que l'archiduc rencontre une cousine germaine, la duchesse Élisabeth en Bavière, de quatre ans sa cadette, dont il s'éprend. Ses sentiments sont partagés et les deux adolescents s'écrivent des lettres charmantes de pureté et d'innocence. Cependant, les choses évoluent et, quelques années plus tard, Élisabeth n'épouse pas Charles-Louis, mais son frère, l'empereur François-Joseph. 
Nommé par son frère gouverneur du Tyrol, il épouse en 1856 à Dresde sa cousine Marguerite de Saxe, fille du roi de Saxe Jean Ier, et s'installe avec elle à Innsbruck. Le couple n'a pas d'enfants, mais comme l'archiduchesse est fort jeune, tous les espoirs sont permis quand, en 1858, après avoir assisté aux fêtes consécutives à la naissance de l'héritier au trône autrichien, le jeune couple se rend dans le royaume de Lombardie-Vénétie dont l'archiduc Maximilien, frère de Charles-Louis et de l'empereur, est gouverneur. C'est durant ce périple que l'archiduchesse Marguerite contracte une fièvre typhoïde, dont elle meurt à Monza à l'âge de dix-huit ans.
Veuf, Charles-Louis de Habsbourg-Lorraine se remarie en 1862 avec Marie de l'Annonciation des Deux-Siciles, fille du roi Ferdinand II des Deux-Siciles. Le couple aura quatre enfants en 8 ans. L'archiduchesse mourra à l'âge de 28 ans en 1871. L'archiduc se remarie deux ans plus tard avec Marie-Thérèse de Bragance, fille du défunt roi Michel Ier de Portugal mort en exil en Autriche. L'archiduchesse, de 22 ans plus jeune que son mari,  jouera un rôle moral important à la cour. Le couple aura deux filles. 
À la mort de l'archiduc Rodolphe, retrouvé sans vie dans le pavillon de chasse de Mayerling, le 30 janvier 1889, en compagnie de sa maîtresse Marie Vetsera, Charles-Louis devient héritier du trône. Contrairement à plusieurs rumeurs, il ne renonce pas à son statut d'héritier en faveur de son fils aîné. Il meurt prématurément d'une fièvre typhoïde contractée après avoir bu l'eau du Jourdain lors d'un pèlerinage en Terre sainte en 1896. Dès lors, François-Ferdinand est désigné comme héritier du trône impérial.

### Descendance

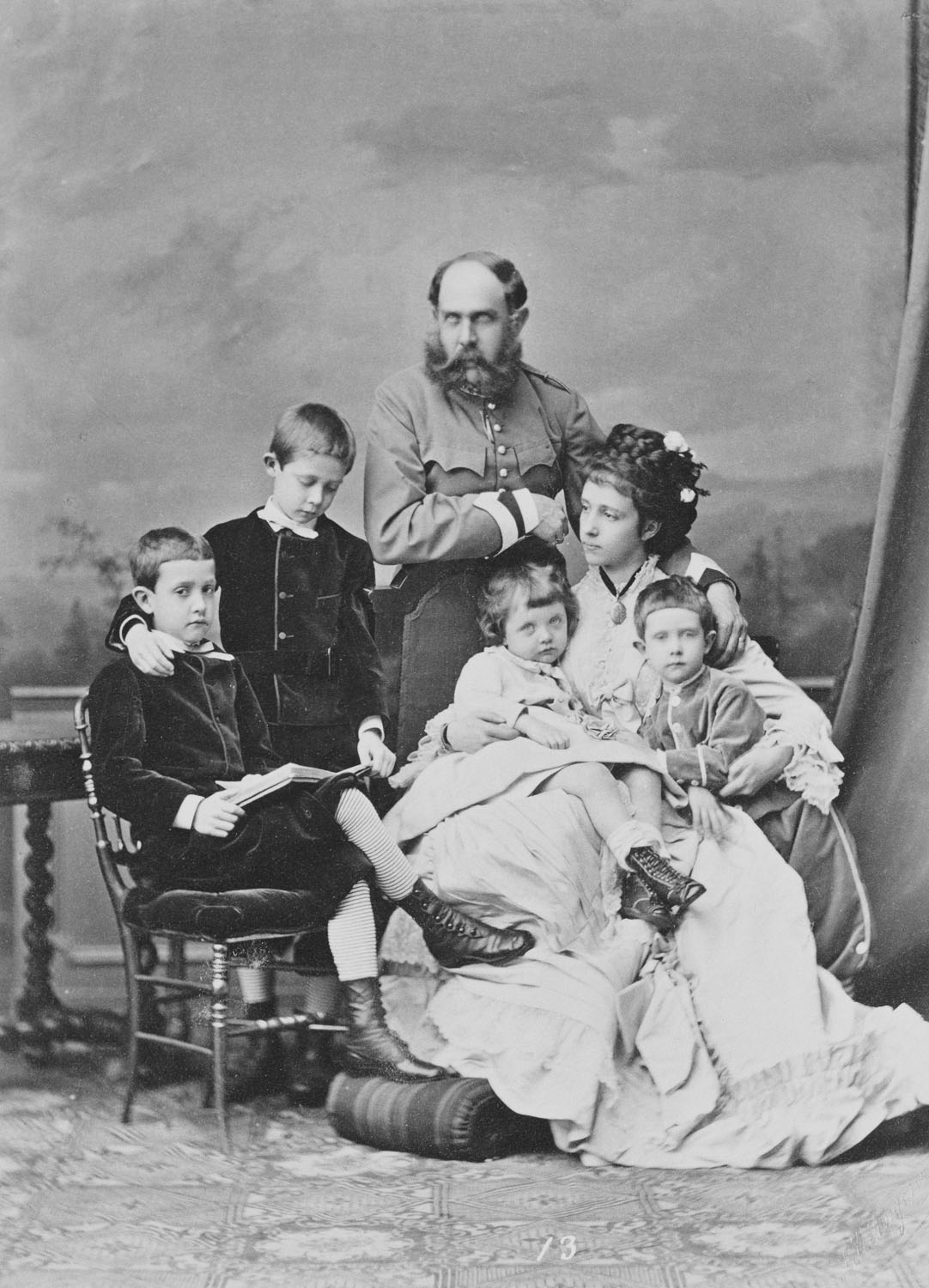
L'archiduc Charles-Louis, avec sa famille, 1873.

De son premier mariage avec Marguerite de Saxe ne naît aucun enfant. 
De son deuxième mariage avec Marie-Annonciade de Bourbon-Siciles, naissent :
- François-Ferdinand de Habsbourg-Lorraine (1863 –  assassiné à Sarajevo le 28 juin 1914 par l'étudiant pro-serbe Gavrilo Princip) ;
- Otto de Habsbourg-Lorraine (1865 – 1906) qui épouse en 1886 Marie-Josèphe de Saxe (1867 – 1944), fille de Georges Ier de Saxe. Il est le père du futur empereur Charles Ier, nouvel héritier au trône après l'attentat de Sarajevo ;
- Ferdinand de Habsbourg-Lorraine (1868 – 1915) qui épouse en 1909 Berthe Czuber (1879 – 1979) ;
- Marguerite de Habsbourg-Lorraine (1870 – 1902), épouse en 1893 Albert de Wurtemberg (1865 – 1939) ;

De nouveau veuf, Charles-Louis de Habsbourg-Lorraine contracte une troisième union en 1873 avec Marie-Thérèse de Bragance dont naissent :
- Marie-Annonciade (1876 – 1961), abbesse séculière de l'ordre des nobles dames de Prague de 1894 à 1919 ;
- Élisabeth (1878 – 1960), qui épouse en 1903 Aloïs de Liechtenstein (1869 – 1955), fils d'Alfred de Liechtenstein et d'Henriette de Liechtenstein dont - entre autres - le prince souverain François-Joseph II de Liechtenstein (1906-1989).